# IC 4351
IC 4351 — компактная вытянутая галактика типа Sb в созвездии Гидра. Поверхностная яркость — 13,5 mag/arcmin². Этот объект входит в число перечисленных в оригинальной редакции «Нового общего каталога».